# نيل تومسون (موزع)
نيل تومسون (بالإنجليزية: Neil Thomson)‏ هو موزع بريطاني، ولد في 23 مايو 1966.